# Анрі Букер
Анрі Букер (фр. Henri Bouckaert, 3 травня 1870 — 29 квітня 1912) — французький академічний веслувальник.
Олімпійський чемпіон 1900 року в складі розпашної четвірки зі стерновим.